# Immigració il·legal

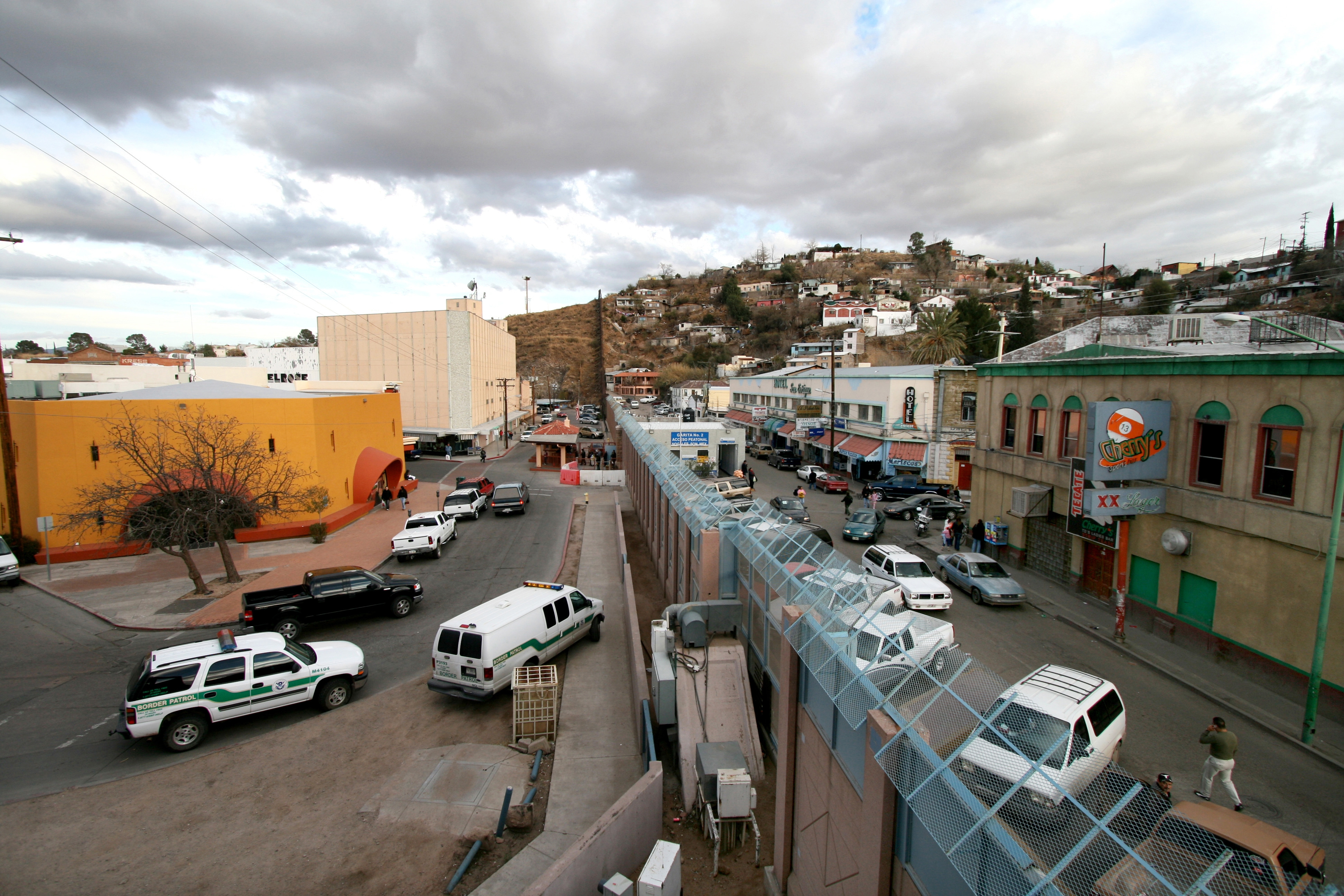
Frontera entre Nogales, Mèxic (dreta) i Nogales, Estats Units (esquerra), s'aprecien les patrulles de frontera del costat nord-americà preparades per a detenir els immigrants irregulars i la superpoblació del costat mexicà.

Es considera  immigració il·legal  la migració de persones a través de les fronteres sense atendre els requeriments legals del país de destinació. La persona que es troba en aquesta situació s'anomena immigrant irregular, il·legal, indocumentat o sense papers.
| « | «No s'ha d'anomenar il·legal ni irregular a l'estranger que no té legalitzada l'estada en un país. Encara que sigui més llarg, en aquests casos convé dir que són estrangers en situació il·legal, estrangers indocumentats o estrangers que no han legalitzat/regularitzat la seva estada al país, segons el cas». | » |

## L'aportació de la immigració
Des d'una visió de llarg termini aquest fenomen brinda una gran contribució i desenvolupament social als països, en permetre la migració social i cultural que enriqueix l'economia i els costums locals del país receptor. En passar el temps, els immigrants (fins i tot els irregulars) acaben assimilant-se a la població local i fusionant-se amb ella.
Es considera immigració irregular o immigració il·legal a la migració de persones a través de les fronteres sense atendre els requeriments legals del país de destinació. La persona que es troba en aquesta situació s'anomena immigrant irregular, il·legal, indocumentat o sense papers.
El component demogràfic també és important, per exemple, en el cas d'alguns països europeus que veuen disminuïda la seva població nativa pel seu envelliment, i reben de forma legal o il·legal a milers d'immigrants per cobrir les vacants de treball.
Tot i la por existent entre gran part dels ciutadans d'un país receptor, certs estudis de l'ONU han demostrat que la immigració no contribueix a l'augment del desocupació local ni a la reducció de salaris. L'estudi destacava que els immigrants contribueixen a l'augment de la demanda en el sector de béns i serveis al país destí i beneficia als seus llocs d'origen per la quantitat de diners que els envia a les famílies.

## El seu punt de vista
Per l'immigrant l'opció d'abandonar la seva cultura, família i país per un futur incert és una decisió psicològicament difícil. Només la presa davant la impossibilitat d'obtenir un futur al seu país d'origen davant del desocupació i la manca d'oportunitats econòmiques.
La possibilitat d'enviar així siguin uns pocs dòlars o euros a les seves famílies és el que obliga a milers de persones a prendre aquest camí cada any. Fins i tot a costa d'arriscar les seves pròpies vides en el difícil recorregut de la immigració.
En general, l'immigrant irregular sent una gran nostàlgia pel seu país i la seva cultura i per la família que ha deixat enrere. És pitjor encara quan se sent perseguit per les autoritats locals amb fins de deportació, el que passa en molts casos.
La gran majoria han de pagar a una persona perquè els ajudi a passar i també, en molts casos, són discriminats i maltractats pels ciutadans del país receptor.
Tot i que són dos fenòmens lligats sovint, és important distingir el trànsit d'immigrants ( smuggling  en anglès) de la tràfic d'éssers humans. L'element clau del trànsit és l'entrada i permanència clandestina de l'immigrant irregular, mentre que en el tràfic aquesta facilitació de l'entrada és manipulada per assegurar l'explotació (sexual, laboral) l'immigrant.

## Polítiques sobre la immigració irregular

### Itàlia
Silvio Berlusconi aprova una llei en la qual la immigració irregular es considerarà un delicte amb penes de servei a la comunitat (jardiner).

### Espanya
El 2010 la localitat catalana de Vic vol aprovar una llei per impedir l'empadronament als immigrants sense papers. Amb aquesta llei el que es pretén, segons l'alcalde Josep Maria Vila d'Abadal, és avançar en la integració de la immigració i posar a les persones immigrades dins de la comunitat. Al final l'ajuntament es fa enrere a causa de l'oposició de l'advocacia de l'estat.